# HD 207229
HD 207229，又名CP-65 3951，SAO 255080、HR 8331，是一颗恒星，视星等为5.62，位于銀經327.4，銀緯-42.8，其B1900.0坐标为赤經21h 42m 15s，赤緯-65° -42.8′ 34″。